# Sayada
Sayada este un oraș în Guvernoratul Monastir, Tunisia.

## Personalități
- Rachid Ammar, Șeful Statului Major al Forțelor Armate Tunisiene[1]
- Tahar Cheriaa, critic de film și fondator al Festivalului de Film de la Cartagina[2]
- Naceur Ktari, regizor[3]